# Велик магистър на тамплиерите
Великият магистър на тамплиерите е върховният командир на военния орден на тамплиерите, като първият на този пост е Юг дьо Пайен през 1118 г. Някои от магистрите са заемали поста пожизнено, докато други са го заменили за монашески живот или дипломатическа служба. Великите магистри често предвождат рицарите в битка и мнозина загиват на бойното поле.
Всяка страна има свой магистър и всички те са подчинени на Великия магистър. Той носи отговорността за цялостната работа на ордена, както военните операции в Светите земи и в Източна Европа, така и финансовите и бизнес начинанията в структурите на ордена в Западна Европа. От него се очаква да спазва всички правила като редови член на ордена. След като папата издава була относно тамплиерите, Великият магистър е длъжен да се подчинява само на Рим.
Официален и окончателен списък на Великите магистри не е съхранен до наши дни. Личният архив на тамплиерите е изчезнал или е унищожен. Първият известен списък на Великите магистри е от 1342 г., което е тридесет години след края на Ордена. Друга особеност, която трябва да се знае и която може би е причината за разликите в списъците, е, че тамплиерите, освен Велик магистър са имали и местни магистри (Магистър на Нормандия, Аквитания и т.н.), чиито имена понякога също присъстват в такива списъци.
- 1119 – 1136 – Юг дьо Пайен
- 1136 – 1147 – Робер дьо Краон
- 1149 – 1151 – Еврар дьо Бар
- 1151 – 1153 – Бернар дьо Трамле
- 1154 – 1156 – Андре дьо Монбар
- 1156 – 1169 – Бертран дьо Бланшфор
- 1169 – 1170 – Филип дьо Мили
- 1170 – 1180 – Йод дьо Сен Аман
- 1180 – 1184 – Арно дьо Торож
- 1184 – 1189 – Жерар дьо Ридфор
- 1189 – 1193 – Робер дьо Сабле
- 1193 – 1200 – Жилбер Орал
- 1201 – 1209 – Филип дьо Плеси
- 1210 – 1218 – Гийом дьо Шартър
- 1218 – 1232 – Пиер дьо Монтегрю
- 1232 – 1244 (1247?) – Арман дьо Перигор
- 1244 – 1247 – Ришар дьо Бюр
- 1247 – 1250 – Гийом дьо Сонак
- 1250 – 1252 (1257?) – Рено дьо Вишие
- 1252 – 1273 – Тома Беро
- 1273 – 1291 – Гийом дьо Божьо
- 1291 – 1292 – Тибо Годен
- 1292 – 1314 – Жак дьо Моле